# Otto Bertermann

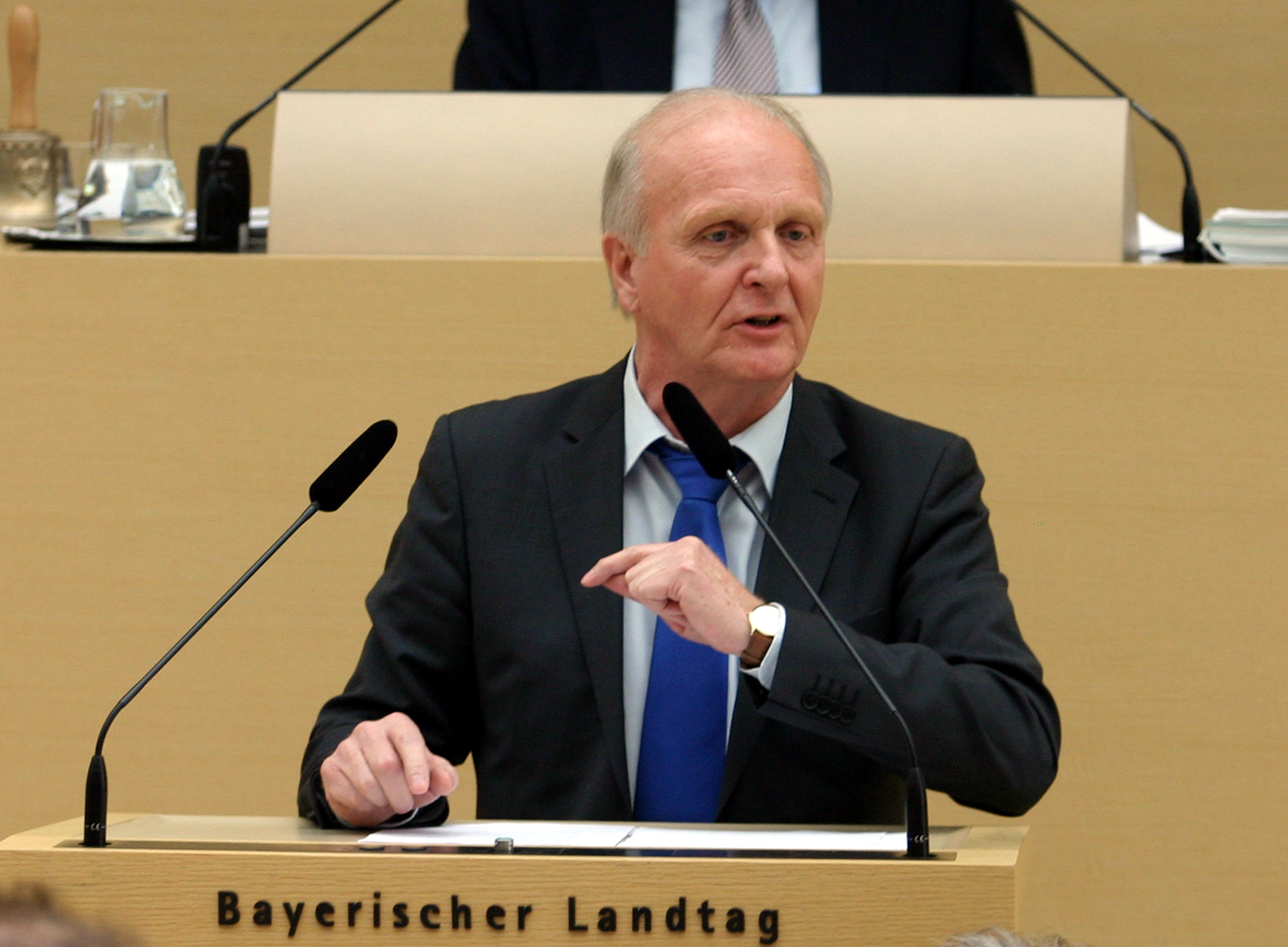
Otto Bertermann bei einer Rede im Bayerischen Landtag (Februar 2012)

Otto Bertermann (* 10. Februar 1946 in Warburg) ist ein deutscher Mediziner und Politiker (FDP, FW).

## Werdegang
Bertermann besuchte ab 1957 die Goetheschule in Kassel und legte 1966 sein Abitur ab. Von 1966 bis 1975 studierte er in Freiburg Psychologie und Medizin, seit 1971 Diplom-Psychologe, die Approbation erfolgte 1976. Nach einem kurzen Aufenthalt am Deutschen Krebsforschungszentrum (DKFZ) in Heidelberg bildete er sich von 1978 bis 1981 an der Universität Heidelberg zum Facharzt für Chirurgie weiter. Die Jahre 1981 bis 1983 verbrachte er am Memorial Sloan-Kettering Cancer Center (New York). Nach seiner Rückkehr nach Deutschland arbeitete er von 1983 bis 1986 am Münchener Klinikum rechts der Isar. Seit 1990 betreibt er eine Arztpraxis in München.
Die politische Laufbahn begann im Jahr 2000 mit dem Eintritt in die FDP. Er wurde zunächst Mitglied des Vorstandes des Kreisverbandes München-Ost und des Stadtverbandes München. Später folgte seine Wahl in den Landesvorstand. Er war gesundheitspolitischer Sprecher der FDP Bayern, Mitglied des Bundesfachausschusses Gesundheit und Gesundheitsexperte der FDP-Bundestagsfraktion.
Bei der Landtagswahl 2008 zog er über den Listenplatz 2 im Wahlkreis Oberbayern erstmals in den Bayerischen Landtag ein. Dort übernahm er den stellvertretenden Fraktionsvorsitz und war Mitglied des Ausschusses für Umwelt und Gesundheit. Bertermann zog außerdem nach den Europawahlen 2009 als Nachrücker in den Münchner Stadtrat ein.
Am 20. Februar 2013 wechselte er von der FDP zu den Freien Wählern. Er kritisierte die Haltung der Bundes-FDP, als Arzt könne er die Position der Liberalen im Bund zu Präimplantationsdiagnostik und passiver Sterbehilfe nicht mittragen. Seit 2015 war er Vorsitzender des Bundesfachausschuss Gesundheit FW. Bertermann ist Mitglied im Hartmannbund sowie im Hausärzteverband Bayern.
Bei der Landtagswahl am 15. September 2013 fiel er auf der Liste der Freien Wähler von Platz 12 auf Platz 25 und verpasste damit den Wiedereinzug in den Landtag.
Von November 2017 bis November 2019 war Bertermann stellvertretender Vorsitzender der Bundesvereinigung der Freien Wähler.